# Caravagismo de Utreque
Caravagismo de Utreque (Utrecht) é uma referência aos artistas barrocos influenciados por Caravaggio, ativos principalmente na cidade holandesa de Utreque no início do século XVII.

## História
Pintores como Dirck van Baburen, Gerrit van Honthorst e Hendrick ter Brugghen estavam todos em Roma na década de 1610, uma época que o estilo tardio chiaroscuro de Caravaggio era muito influente. Adam Elsheimer, que também estava em Roma na época, também os influenciou. De volta a Utreque, os três pintaram cenas de temas históricos mitológicos e religiosos, como os jogadores de cartas e ciganos que o próprio Caravaggio abandonou no final de sua carreira. Utreque era a cidade mais católica das Províncias Unidas, com cerca de 40% de católicos em meados do século XVII, e ainda mais na elite, que incluía a maior parte da nobreza e da nobreza rural. A cidade havia sido um dos principais centros da pintura maneirista setentrional, depois de Haarlem. Abraham Bloemaert, que havia sido uma das figuras principais deste movimento, e mentor de Honthursts e de muitos outros artistas, também estava aberto à influência de seus pupilos e mudou seu estilo muitas vezes antes de morrer em 1651.
O breve florescimento do Caravagismo de Utreque terminou por volta de 1630. Na época, os grandes artistas estavam ou mortos, como no caso de Baburen e ter Brugghen, ou haviam mudado de estilo, como a mudança de Honthorst para o retratismo e cenas históricas, influenciado pelas tendências flamengas popularizadas por Rubens e seus discípulos. Porém, eles deixaram um legado através de sua influência sobre o uso do chiaroscuro por Rembrandt e nas "pinturas de nicho" de Gerrit Dou (um gênero popularizado por Honthorst).
Juntamente com outros caravagistas ativos na Itália e Woerden, os caravagistas de Utreque abriram o caminho para artistas posteriores que trabalharam inspirados pela técnica de Caravaggio, como Georges de La Tour, em Lorraine, e Jan Janssens em Ghent.